# العلاقات التونسية السيشلية
العلاقات التونسية السيشلية هي العلاقات الثنائية التي تجمع بين تونس وسيشل.

## مقارنة بين البلدين
هذه مقارنة عامة ومرجعية للدولتين:
| وجه المقارنة                                              | تونس                                       | سيشل                                                |
| --------------------------------------------------------- | ------------------------------------------ | --------------------------------------------------- |
| المساحة (كم2)                                             | 163.61 ألف                                 | 459                                                 |
| عدد السكان (نسمة)                                         | 11.53 مليون                                | 95.84 ألف                                           |
| الكثافة السكانية (ن./كم²)                                 | 70.47                                      | 20.88 ألف                                           |
| العاصمة                                                   | تونس                                       | فيكتوريا                                            |
| اللغة الرسمية                                             | اللغة العربية                              | لغة فرنسية، لغة إنجليزية، اللغة الكريولية السيشيلية |
| العملة                                                    | دينار تونسي                                | روبية سيشلية                                        |
| الناتج المحلي الإجمالي (بليون دولار)                      | 40.26 مليار                                | 1.49 مليار                                          |
| الناتج المحلي الإجمالي (تعادل القوة الشرائية) بليون دولار | 129.05 مليار                               | 2.54 مليار                                          |
| الناتج المحلي الإجمالي الاسمي للفرد دولار أمريكي          | 3.87 ألف                                   | 15.48 ألف                                           |
| الناتج المحلي الإجمالي للفرد دولار أمريكي                 | 11.44 ألف                                  | 26.42 ألف                                           |
| مؤشر التنمية البشرية                                      | 0.721                                      | 0.772                                               |
| رمز المكالمات الدولي                                      | +216                                       | +248                                                |
| رمز الإنترنت                                              | .tn                                        | .sc                                                 |
| المنطقة الزمنية                                           | ت ع م+01:00، توقيت وسط أوروبا، ت ع م+02:00 | ت ع م+04:00                                         |

## منظمات دولية مشتركة
يشترك البلدان في عضوية مجموعة من المنظمات الدولية، منها:
| علم المنظمة | اسم المنظمة                               | تاريخ انضمام تونس | تاريخ انضمام سيشل |
| ----------- | ----------------------------------------- | ----------------- | ----------------- |
|             | البنك الدولي للإنشاء والتعمير             | 14 أبريل 1958     | 29 سبتمبر 1980    |
|             | يونسكو                                    | 8 نوفمبر 1956     | 18 أكتوبر 1976    |
|             | الفريق المعني برصد الأرض                  | ?                 | ?                 |
|             | مؤسسة التمويل الدولية                     | 25 يوليو 1962     | 11 يونيو 1981     |
|             | المركز الدولي لتسوية المنازعات الاستشارية | 14 أكتوبر 1966    | 19 أبريل 1978     |
|             | منظمة حظر الأسلحة الكيميائية              | ?                 | 29 أبريل 1997     |
|             | الاتحاد الأفريقي                          | ?                 | ?                 |
|             | الاتحاد البريدي العالمي                   | ?                 | ?                 |
|             | وكالة ضمان الاستثمار متعدد الأطراف        | 7 يونيو 1988      | 15 سبتمبر 1992    |
|             | الاتحاد الدولي للاتصالات                  | 14 ديسمبر 1956    | 17 سبتمبر 1999    |
|             | منظمة الشرطة الجنائية الدولية             | ?                 | 1 سبتمبر 1977     |
|             | الأمم المتحدة                             | 12 نوفمبر 1956    | 21 سبتمبر 1976    |
|             | البنك الإفريقي للتنمية                    | ?                 | ?                 |

## وصلات خارجية
- موقع وزارة الخارجية التونسية